# Екатерина Валуа
Екатери́на Валуа́ (фр. Catherine de Valois), или Екатерина Французская (фр. Catherine de France; 27 октября 1401 — 3 января 1437), — королева Англии, дочь короля Франции Карла VI и Изабеллы Баварской. По условиям договора в Труа в 1420 году она вышла замуж за английского короля Генриха V, который с той поры стал считаться наследником французской короны. 23 февраля 1421 года она была коронована в Вестминстерском аббатстве. В том же году она родила будущего короля Генриха VI.
Генрих V умер в 1422 году во Франции, вскоре после него умер и французский король Карл VI. После этого сын Екатерины стал считаться королём Англии и Франции. Сама она осталась в Англии и первое время жила вместе с сыном в Виндзорском замке, выполняла церемониальные обязанности и занималась воспитанием юного короля. В официальных документах её обычно именовали «королева Англии, мать короля». После появления слухов о романе Екатерины с английским аристократом Эдмундом Бофортом, графом Мортеном, английский парламент в 1427—1428 годах принял закон, запрещавший вдове короля выходить замуж за людей, уступавших ей в социальном положении и статусе. Несмотря на это, королева-мать тайно вышла замуж за валлийского дворянина Оуэна Тюдора, от брака с которым родила несколько детей. Двое её сыновей, приходившихся единоутробными братьями королю Генриху VI, в 1452 году получили графские титулы и стали считаться членами английской королевской семьи. К 1436 году Екатерина серьёзно заболела. Для лечения она отправилась в аббатство Бермондси, где и умерла. Похоронили её в Вестминстерском аббатстве.
Благодаря браку Оуэна Тюдора с Екатериной началось возвышение династии Тюдоров. Их внук под именем Генриха VII стал в 1485 году королём Англии.

## Происхождение и ранние годы
Екатерина происходила из французской династии Валуа, занимавшей французский королевский престол с 1328 года. Её отцом был король Франции Карл VI, а матерью — Изабелла Баварская. В этом браке родилось 12 детей, многие из которых умерли в раннем возрасте. Екатерина была младшей из дочерей, родившихся в этом браке. Из её сестёр одна, Изабелла, была женой английского короля Ричарда II, свергнутого в 1399 году Генрихом IV, отцом будущего мужа Екатерины. Единственный же переживший детский возраст брат позже стал под именем Карла VII королём Франции.

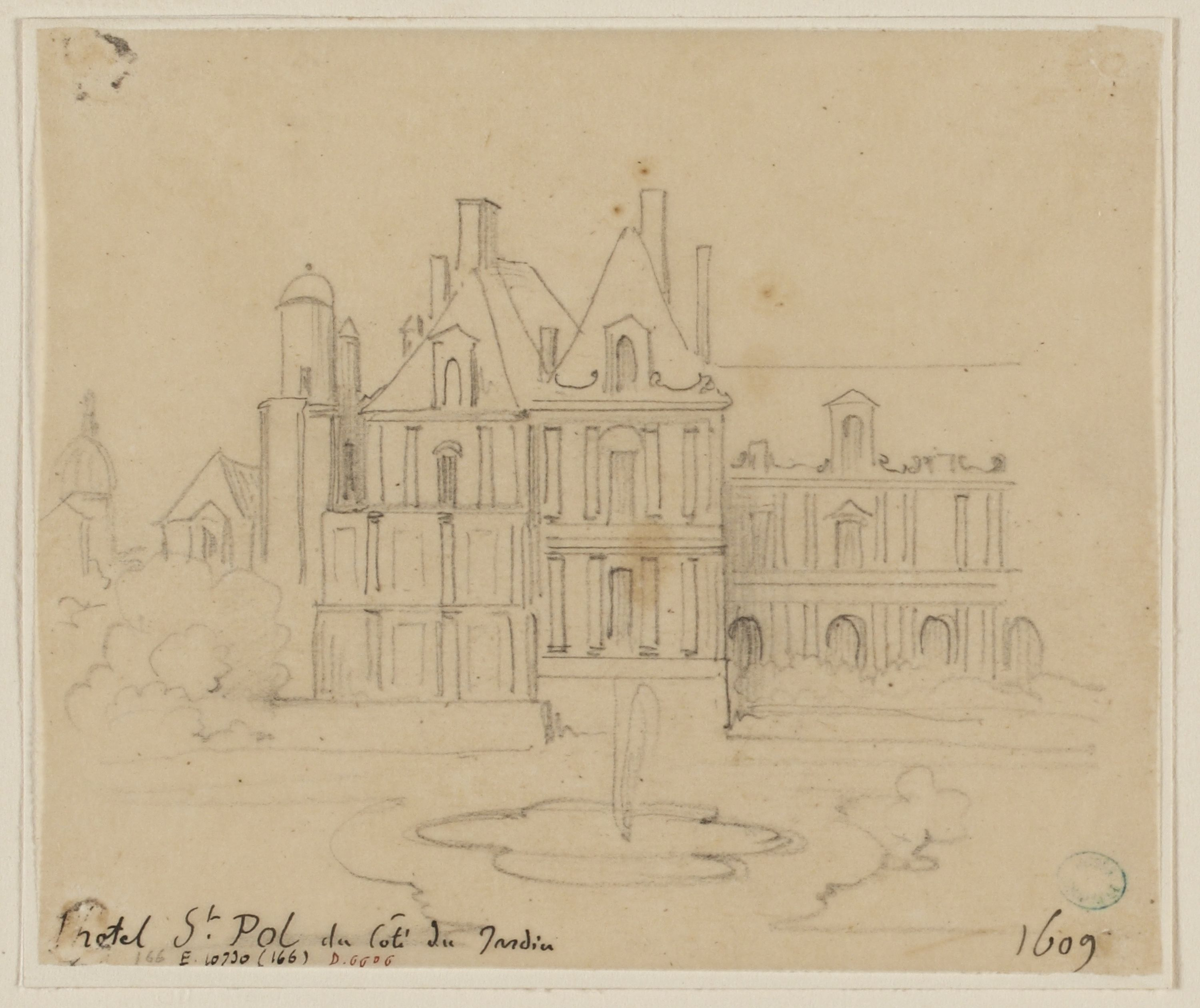
Отель Сен-Поль — место рождения Екатерины. Рисунок 1609 года

Екатерина родилась 27 октября 1401 года в отеле Сен-Поль в Париже — французской королевской резиденции, построенной её дедом, королём Карлом V.
Вероятно, детские годы принцессы, которые были омрачены обнищанием французской королевской семьи и политическими конфликтами, прошли в отеле Сен-Поль. Король Карл VI, отец Екатерины, в течение почти 30 лет страдал от приступов безумия, при этом припадки иногда длились по несколько месяцев. Недееспособность короля привела к вакууму власти и борьбе за власть между двумя партиями — Арманьяками и Бургиньонами, которая переросла в настоящую войну. Этой борьбой позже умело воспользовался английский король Генрих V, возобновивший в 1415 году Столетнюю войну.
В поздних источниках утверждается, что мать Екатерины, Изабелла Баварская, отвергла дочь, после чего она вместе с другими братьями и сёстрами и безумным отцом жила в нищете, а спасала их только преданность слуг, однако достоверность этих сведений документально не подтверждена. 18 июня 1403 года девочка была помолвлена с Карлом, внуком и наследником Людовика II, герцога де Бурбона. Больше никаких фактов о её детских годах не сохранилось.

## Брачные переговоры

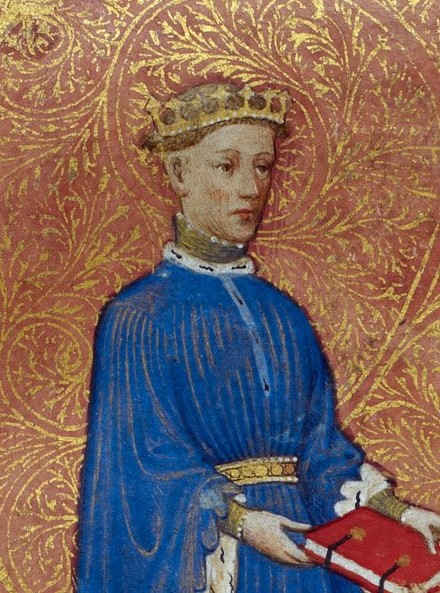
Будущий Генрих V. Миниатюра 1412 года

В 1408 году английский король Генрих IV для прекращения продолжительного военного конфликта между Англией и Францией предложил скрепить брачными узами королевские семьи двух государств. Его сын и наследник, Генрих, принц Уэльский (будущий король Генрих V), должен был жениться на французской принцессе. Кандидатуры вдовы Ричарда II Изабеллы и Марии, предназначенной стать монахиней, были отвергнуты. В итоге с 1409 года в англо-французской дипломатической переписке в течение следующего десятилетия в качестве невесты упоминалось имя Екатерины.
Официальное обсуждение брака между Екатериной и ставшим после смерти отца королём Генрихом V началось в ноябре 1413 года. В январе 1414 года английский король пообещал до 1 мая не жениться ни на ком другом. Первоначальные требования английской короны были чрезмерно высокими. Прибывшие во Францию послы потребовали за брак с французской принцессой ряд французских территорий: владений, которые считались исторически английскими (Нормандию, Мэн, Анжу, Турень), земель, которые были переданы английской короне по условиям мира в Бретиньи 1360 года, а также части Прованса в качестве ланкастерского наследства Джона Гонта, деда Генриха V. Кроме того, англичане требовали выплатить оставшуюся часть выкупа за пленённого в битве при Пуатье короля Иоанна II Доброго и добавить в качестве приданого два миллиона золотых крон. Эти непомерные требования были отвергнуты, что стало для Генриха V формальным поводом для возобновления Столетней войны. Французские послы могли предложить только солидную территорию в качестве прибавки к Аквитании и 800 тысяч крон приданого, что не устроило уже английскую сторону.
В феврале 1415 года портрет молодой принцессы был отправлен в Англию, что, возможно, способствовало некоторому смягчению требований англичан. В июне прибывшие французские послы предлагали новый вариант сделки, увеличив приданое до 900 тысяч крон, но Генрих V даже не стал рассматривать этот вариант. К тому моменту он уже был готов к начавшемуся в июле военному вторжению во Францию, которое привело к разгрому французов под Азенкуром. В итоге брачные переговоры были прерваны на несколько лет.
Новый этап переговоров начался в октябре 1418 года. 2 июня 1419 года Генрих V впервые встретился с Екатериной в Мелёне. Во время этой встречи он галантно поцеловал принцессу, которая скромно покраснела. Встреча была признана успешной, но дальнейшие ухаживания происходили удалённо. Так, сообщается, что в августе 1419 года вражеские войска якобы захватили подаренные Екатерине украшения стоимостью 100 тысяч экю. Генрих настолько был влюблён во французскую принцессу, что готов был жениться на ней без каких-то затрат со стороны её родственников. Английский король пообещал дать Екатерине приданое в Англии с ежегодным доходом в 40 тысяч экю в год (10 тысяч марок), а также согласился не принимать титул «король Франции» при условии, что при жизни Карла VI он будет признан регентом и станет в дальнейшем наследником Французского королевства. Для принятия этих условий потребовались жёсткие переговоры. 20 мая 1420 года Генрих V прибыл в город Труа, где на следующий день в кафедральном соборе был утверждён мирный договор.
По условиям договора Екатерина теперь была официально помолвлена с Генрихом V, а жених и его наследники становились наследниками французского трона. Её брат, который в официальных английских документах упоминался как «Карл, именующий себя дофином», лишался права наследования французского престола. Церемония была пышной. Один из хронистов сообщает, что английский король в честь помолвки подарил невесте красивое и очень дорогое кольцо. Сам брак был заключён 2 июня в приходской церкви Святого Иоанна в Труа. Церемония проходила по французскому образцу, в скромной обстановке. Генрих V в честь заключения брака пожаловал церкви большую сумму в размере 200 ноблей. После завершения церемонии супругов провожала в спальню большая процессия, а архиепископ благословил брачное ложе и дал новобрачным отужинать супом и вином.

## Королева Англии

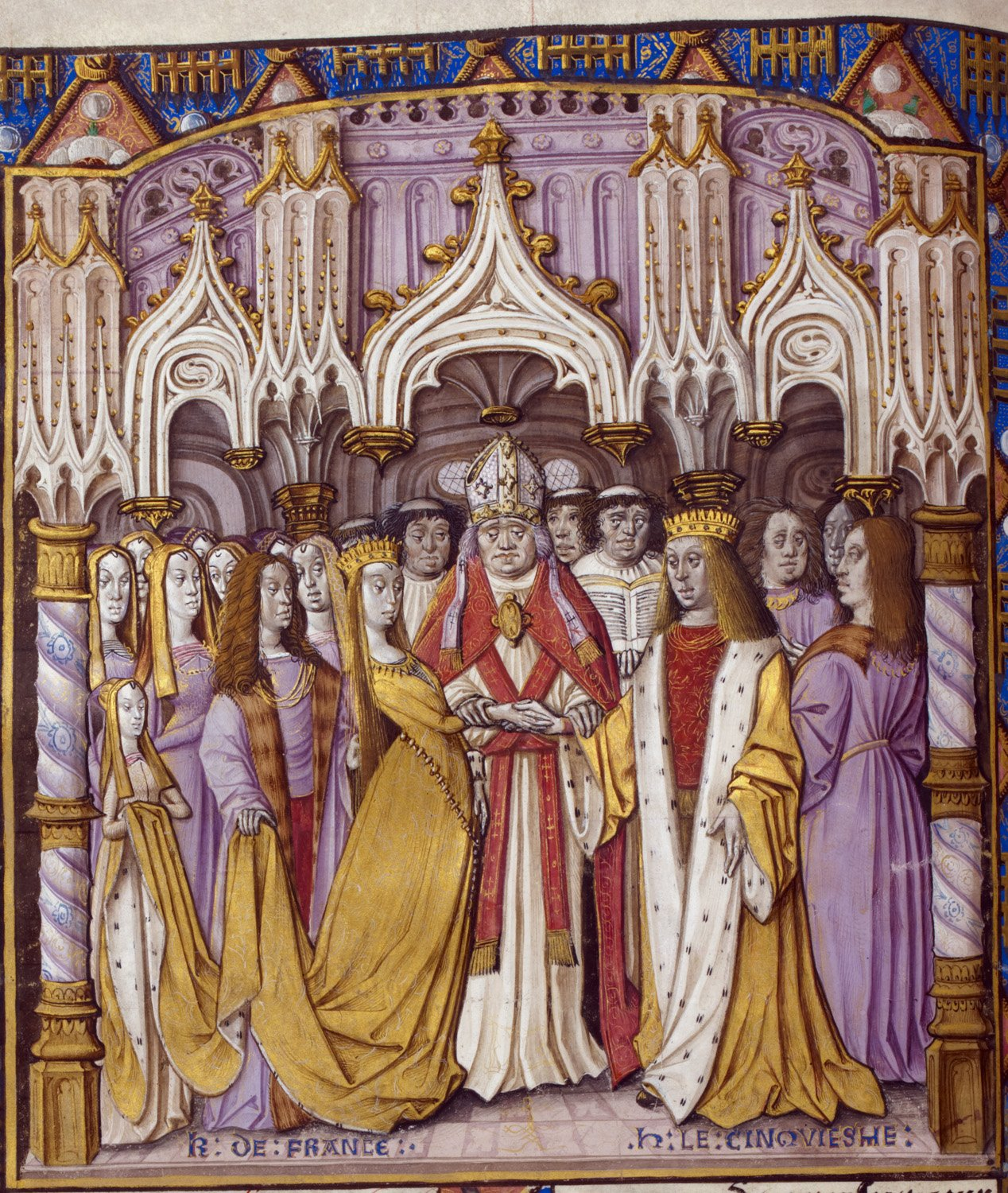
Бракосочетание Екатерины Валуа и Генриха V. Миниатюра из «Хроники Карла VII» Жана Шартье, конец XV века

Несмотря на подписание мирного договора, военные действия продолжались. 11 июня 1420 года Екатерина присутствовала при сдаче Санса, затем гостила у родителей в Брэ и Корбее, а её муж, который был занят осадой Мелёна, лишь изредка навещал жену. В королевских счетах за этот период сохранилась запись за октябрь 1420 года о расходах за доставку двух арф для супругов. Но главной задачей Генриха V было победить противников. В начале декабря он вместе с Екатериной торжественно въехал в Париж, после чего они отпраздновали Рождество в Лувре. Французские хронисты с сожалением отмечали разительный контраст с бедственными условиями жизни короля Карла VI в недалеко расположенном отеле Сен-Поль.
27 декабря Генрих V и Екатерина отправились в Руан, торжественно въехав в него 31 декабря. Затем в середине января 1421 года супруги через Амьен добрались до Кале, откуда отплыли в Англию. В Дувре их встретил смотритель Пяти портов, доставивший королевскую чету на берег. В дальнейшем они неспешно отправились в Лондон, где им 21 февраля была устроена торжественная встреча, подробно описанная в городских хрониках. 23 февраля архиепископ Кентерберийский Генри Чичеле короновал Екатерину в Вестминстерском аббатстве. Чтобы королева была в центре внимания, сам Генрих V решил не участвовать в церемонии, насколько это позволяла литургия.
Чтобы продемонстрировать жену подданным, а также для возрождения их энтузиазма к своим военным начинаниям, Генрих V совершил с ней путешествие на север Англии. Проехав через Сент-Олбанс, Екатерина 15 марта встретилась с мужем в Кенилуэрте. 23 марта в Лестере они отпраздновали Пасху, после чего через Ноттингем и Понтефракт отправились дальше на север, добравшись 2 апреля до Йорка. Затем они повернули на юг, достигнув 15 апреля Линкольна, после чего вернулись в Вестминстер. Когда в июне Генрих V снова отплыл во Францию, где продолжалась война, Екатерина уже была беременной. 6 декабря в Виндзорском замке она родила сына, будущего короля Генриха VI.
Весной 1422 года Екатерина, желая соединиться с мужем, оставила сына и в сопровождении Джона, герцога Бедфорда, брата мужа, отплыла во Францию, в мае добравшись до Арфлёра. 14 мая она прибыла в Руан, а 26 мая присоединилась к мужу в Венсене. Вместе с мужем и родителями она провела пару недель. 11 июля Екатерина посетила Сен-Дени, откуда уехала в Санлис, а Генрих V вновь отправился участвовать в войне.
С октября 1421 годов англичане под руководством английского короля осаждали хорошо укреплённый город Мо, гарнизон которого отчаянно сопротивлялся. Осада затянулась на шесть месяцев и стала серьёзным испытанием и для защищающихся, и для осаждающих. В какой-то момент Генрих V заболел дизентерией. Вскоре стало очевидно, что болезнь тяжёлая, поэтому он составил завещание, а 31 августа умер в Венсене. Екатерина в это время оставалась в Санлисе и не присутствовала у смертного одра мужа.

## Вдовствующая королева

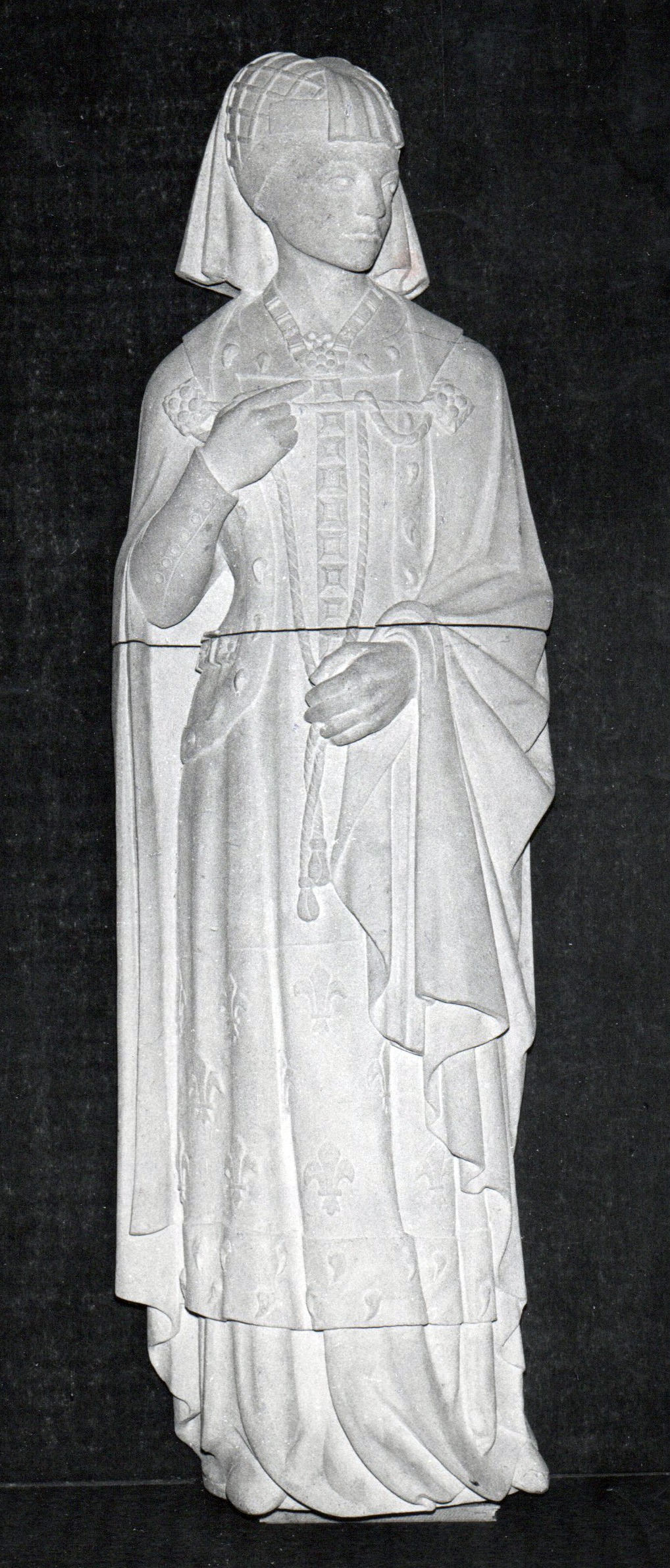
Скульптурное изображение Екатерины в Вестминстерском аббатстве

Екатерина сопровождала в Англию погребальный кортеж с телом мужа. К 24 сентября он прибыл в Руан, 5 октября отправился к Кале через Абвиль, Эден и Монтрёй, откуда отплыл в Англию. Пышные похороны Генриха V состоялись 7 ноября в Вестминстерском аббатстве.
Смерть английского короля вызвала серьёзный кризис власти, поскольку его наследник Генрих VI был младенцем. Его усугубила смерть французского короля Карла VI, который ненадолго пережил своего зятя и умер 21 октября. Поскольку сын Екатерины считался наследником двух королевств, пришлось организовывать два разных регентских совета.
9 ноября английский парламент назначил вдовствующей королеве щедрую ежегодную ренту в размере 6 тысяч фунтов. При этом земли, которые традиционно получали вдовствующие королевы в качестве вдовьей доли, уже находились в руках Жанны Наваррской, вдовы Генриха IV, Екатерине были выделены земли в основном в герцогстве Ланкастерском и из доставшейся Ланкастерам части наследства Богунов. Среди наиболее прибыльных владений были Англси, Флинтшир, Лестер и Нерсборо. Кроме того, под её управлением оказались замки и поместья Уоллингфорд, Хартфорд, Лестер и Уолтем. Сама она в тот период жила в Виндзорском замке вместе с маленьким сыном.
Екатерине в момент смерти мужа был всего 21 год. Она выполняла церемониальные обязанности и занималась воспитанием юного короля. В официальных документах её обычно именовали «королева Англии, мать короля». В первое время её двор практически полностью состоял из английских слуг. Обычно в записях современников она появлялась во время торжественных мероприятий. В частности, она участвовала в церковных праздниках, сопровождала сына на заседание парламента, а также принимала разных гостей, например, короля Шотландии Якова I, который в этот период ещё находился в английском плену. Но к 1425 году стали распространяться слухи о романе королевы с Эдмундом Бофортом, графом Мортеном.
Екатерина была молода, хороша собой и достаточно жизнелюбива. Один из хронистов, который, возможно, владел некоторыми сведениями о биографии Екатерины, утверждал, что она «не могла полностью обуздать свои плотские страсти». И её судьба сильно беспокоила королевский совет, управлявший королевством от имени малолетнего Генриха VI. Вдовствующая королева продолжала жить в Англии и вполне могла вторично выйти замуж, что представлялось англичанам чем-то необычным и пугало придворную знать.
В королевском совете ведущие роли играли дядя короля, Хамфри, герцог Глостер, и епископ Уинчестерский Генри Бофорт. Они плохо ладили друг с другом, а перспектива брака матери короля обострила их конфликт. Один из придворных хронистов сообщает, что Екатерина хотела выйти замуж за Эдмунда Бофорта, племянника епископа, но против этого выступили герцог Глостер и другие лорды. Идея мезальянса приводила дядю короля в негодование. В 1426 году палата общин подала запрос канцлеру о разрешении «вдовам короля» вступать в брак по их желанию после уплаты соответствующего штрафа. В ответ на работавшем с октября 1427 года до марта 1428 года парламенте был принят закон, который оговаривал условия вступления вдовствующих королев Англии в повторный брак. В нём указывалось, что если положение и статус нового мужа королевы были ниже, чем у неё, это расценивалось как оскорбление английской короны. Если же такой брак всё же заключался, все владения и имущество нарушителя подлежали конфискации. При этом все дети, рождённые в подобном браке, становились членами королевской семьи. Кроме того, в билле оговаривалось, что согласие на брак матери должен давать взрослый король. Поскольку в 1427 году Генриху VI было 6 лет, закон гарантировал, что Екатерина не может выйти замуж в течение 8 лет, а её новый муж не сможет влиять на воспитание юного короля.
Историк Ральф Гриффитс считает, что внесённый в парламент законопроект и основанный на нём закон были, вероятно, разработаны в ответ на планы королевы выйти замуж за Эдмунда Бофорта. Екатерина продолжала появляться на публичных мероприятиях. Так, 6 ноября 1429 года она присутствовала на коронации сына. Однако в 1427—1430 годах у неё не было своего домашнего хозяйства: она жила в доме Генриха VI по крайней мере до 1430 года, внося за своё содержание 7 фунтов в день. И всё это время за ней следили — и в Англии, и во Франции, куда Екатерина в 1430 году сопровождала сына, коронованного французской короной. Несмотря на это, в своих письмах она гордо именовала себя «Екатерина, королева Англии, дочь короля Франции Карла, мать короля Англии и леди Ирландии». Тем не менее все усилия герцога Глостера оказались напрасными: у королевы начался роман с «каким-то валлийцем» Оуэном Тюдором, который закончился браком.

## Брак с Оуэном Тюдором
Избранником королевы стал валлийский дворянин Оуайн ап Маредит ап Тидир (Оуайн сын Маредита сына Тидира), но в Англии это имя звучало слишком громоздко, поэтому его стали называть на английский лад — Оуэн Тюдор. Его происхождение и детали ранней биографии стали предметом различных мифов и историй в Уэльсе, Англии и за рубежом. Во Франции и Италии в XVI веке негативно настроенные к Тюдорам хронисты писали, что Оуэн был незаконнорождённым сыном владельца пивной, бастардами называли и его сыновей Эдмунда и Джаспера. В XVIII веке в Уэльсе утверждалось, что его отец в момент рождения сына был беглым убийцей. В действительности Оуэн происходил из знатного валлийского рода Тидиров из Пенминида, представители которого занимали видное место в Уэльсе как минимум с начала XIII века. До конца XIV века они оставались самой могущественной семьёй в регионе. Однако в первые годы правления Генриха IV отец Оуэна со своими старшими братьями принимал участие в восстании Оуайна Глиндура, приходившегося им двоюродным братом, что негативно сказалось на положении рода. Участие родственников Оуэна в восстании Глиндура привело не только к потере владений и имущества; им, как и многим другим валлийцам, было запрещено занимать государственные должности, носить оружие и жить в других городах.
Обстоятельства первой встречи Екатерины с Оуэном вызывают особый интерес поэтов и авторов романов. Существует много гипотез, как молодой валлиец мог познакомиться с королевой: по одной — это произошло во время его службы во Франции, по другой — его представили ко двору в качестве валлийца, который искал мира с Англией после восстания Глендура. Однако документальных доказательств ни одна из гипотез не имеет.
В поздних французских хрониках XV века встречались сообщения, что Оуэн был портным Екатерины, но современные историки считают достоверность подобного утверждения сомнительным. Документально подтверждено, что после восстания Глиндура некоторые валлийцы получили должности при английском дворе. Возможно, что среди них был и «Оуэн Мередит», который в мае 1421 года оказался в подчинении у сэра Уолтера Хангерфорда, управляющего королевским двором в 1415—1421 годах. Некоторые антикварии утверждали, что Тюдор был хранителем домашнего хозяйства или гардероба королевы Екатерины, хотя никаких документальных подтверждений не сохранилось. Валлийский хронист XVI века Элис Грифид писал, что Оуэн был мажордомом и слугой королевы. Не исключено, что именно благодаря службе у Хангерфорда Тюдор попал в круг королевских придворных.
Выдвигались разные версии того, как начался роман Оуэна и Екатерины. По самой распространённой из них, Тюдор во время танца был нетрезв и настолько неуверенно стоял на ногах, что упал королеве на колени. Впервые об этом упоминает валлийский бард Робин Ти. Позже эта история набирала популярность благодаря сочинениям писателей во время правления Екатерины I. Другую версию приводит в своей хронике Элис Грифид. Он сообщает, что Екатерина увидела Оуэна «тёплым летним днём», когда тот с друзьями плавал в реке. Ей настолько понравился красивый и статный юноша, что она решила его разыграть. Переодевшись служанкой, королева назначила ему свидание. Оуэн оказался настолько пылок, что попытался поцеловать девушку; сопротивляясь, она случайно оцарапала ему щёку. На следующий день юноша был официально представлен королеве, и тогда обман раскрылся. Екатерина простила Тюдору его дерзость, а затем у них завязался роман. Достоверность обеих версий неизвестна.

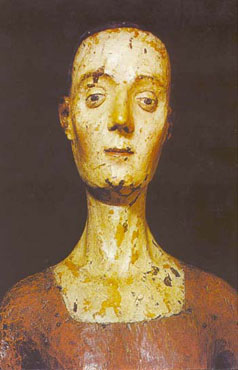
Деревянное расписное изображение Екатерины, созданное во время первого захоронения её тела. Вестминстерское аббатство, около 1437 года

Точно не установлено, когда и где был заключён брак между Оуэном и королевой Екатериной. По современным оценкам, он мог состояться между 1428 и 1432 годами, хотя Ральф Гриффитс считает, что брак не мог быть заключён раньше 1431 года. Сама церемония была тайной. О том, что Екатерина вышла замуж, не было широко известно вплоть до её смерти. В XVI веке утверждалось, что королева представила лордам в парламент родословную Тюдора; Ральф Гриффитс считает, что это могло произойти в 1431 году. В 1432 году Оуэну было предоставлено английское гражданство, в результате чего ему перестало грозить унизительное и бесправное положение, в котором со времени правления Генриха IV оказалось большинство валлийцев. За время брака Екатерина родила от Оуэна четверых детей: троих сыновей, Эдмунда и Джаспера и Оуэна, а также дочь, которая, возможно, стала монахиней и умерла молодой. Известно, что двое сыновей Оуэна, Эдмунд и Джаспер, родились в Хартфордшире, где у их матери были владения. Местом их рождения были поместья Мач-Хэдем и Бишопс-Хатфилд соответственно, принадлежавшие двум епископам, близким к покойному Генриху V. Историк Джеральд Харрис высказывал предположение, что Эдмунд Тюдор на самом деле мог быть сыном Эдмунда Бофорта, но, как отмечает Гриффитс, подобная гипотеза не имеет доказательств. Хотя позже король Ричард III в своих прокламациях называл родившихся в этом браке Тюдоров бастардами, современники Оуэна не сомневались в том, что брак действительно был заключён.
Сэр Джон Уинн Гуидир писал, что 

француженка Екатерина не видела разницы между англичанами и валлийцами. После брака с королевой по английским законам Оуэн Тюдор становился отверженным, а славной истории его предков в Уэльсе будто бы и не существовало. Их приравняли к варварам.
 После свадьбы она познакомилась с некоторыми родственниками мужа, но языка их не знала, поэтому понять их не могла.
После возвращения из Франции в 1430 году Екатерина жила отдельно от сына и виделась с ним только во время различных церемоний и особых случаев вроде празднования нового года в Глостере в 1435 году. К 1436 году она серьёзно заболела и отправилась для лечения в аббатство Бермондси. Историк Майкл Джонс считает, что причиной болезни могли стать многочисленные беременности или врождённая болезненность, от которой страдали многие представительницы династии Валуа. В своём завещании Екатерина указывает, что её последние месяцы прошли в «тяжёлом недуге», описывая его как «длительное тягостное беспокойство и уныние», считая его «карой божьей». 1 января 1437 года королева составила завещание, а 3 января умерла.
Екатерина была похоронена в часовне Богородицы Вестминстерского аббатства. Позже ставший королём её внук, король Генрих VII, заменил надпись на её надгробии, в которой не упоминалось о втором браке, добавив сообщение о нём. Примерно в 1503 году были проведены восстановительные работы, во время которых тело Екатерины, завёрнутое в свинец, было помещено в деревянный гроб рядом с гробницей первого мужа — короля Генриха V. Её забальзамированное тело и в XVI—XVIII веках часто выставлялось на всеобщее обозрение как диковинка. Сэмюэл Пипс в своём «Дневнике» писал, что 23 февраля 1669 года он «по особой милости» взял в руки верхнюю часть тела Екатерины и поцеловал её в губы, «осознавая при этом, что я действительно целую королеву и что сегодня мой день рождения». В 1776 году по распоряжению декана Вестминстерского аббатства останки королевы, представлявшие собой кости, «всё ещё соединённые» и покрытые тканью, напоминавшей дублёную кожу, были убраны подальше от публики, но их всё ещё можно было увидеть в 1793 году. В 1878 году их перенесли в современное место упокоения в часовне Генриха V, погребя под алтарной плитой.
В музее Вестминстерского аббатства сохранилось деревянное расписное изображение Екатерины, использовавшееся при первом её захоронении. Кроме того, до нашего времени дошёл принадлежавший ей часослов, в котором, возможно, её рукой были написаны некоторые молитвы.

## Наследство
Муж Екатерины, Оуэн Тюдор, надолго пережил её. Вскоре после смерти жены его арестовали за нарушение закона 1427—1428 годов, но в 1439 году Генрих VI помиловал отчима, ставшего членом английской королевской семьи.
Генрих VI достиг совершеннолетия в 1442 году, а в 1453 году у него произошёл серьёзный психический срыв, который сделал его полностью недееспособным. Высказывались предположения, что он унаследовал генетическую предрасположенность к болезни через мать от деда, короля Франции Карла VI, страдавшего от приступов подобного безумия. Хотя через 17 месяцев король пришёл в себя, он кроме некоторых периодов активной деятельности по большей части был слабоумным. Слабость монарха и личные амбиции сплотившихся вокруг его жены, Маргариты Анжуйской, и родственника короля Ричарда, герцога Йоркского, привели к конфликту, известному под названием войны Алой и Белой розы. В 1461 году Генрих VI был свергнут Эдуардом IV, сыном Ричарда Йоркского. В 1470 году Генрих VI на некоторое время вернулся к власти, но в 1471 году был убит. Погиб и его единственный сын, Эдуард Вестминстерский.
Двое сыновей Екатерины и Оуэна Тюдора — Эдмунд, граф Ричмонд, и Джаспер, граф Пембрук, — играли заметную роль в войне Алой и Белой розы. После смерти Генриха VI в качестве претендента на престол его сторонники выдвинули Генриха Тюдора, графа Ричмонда, единственного сына рано умершего Эдмунда. В 1485 году он стал королём Англии под именем Генриха VII.

## Образ в искусстве
Екатерина — действующее лицо исторической хроники Шекспира «Генрих V», охватывающей события после второго года правления Генриха V и до заключения брака с ней. Впервые этот персонаж появляется в третьем акте, повествующем о лете 1415 года. В этой сцене, которую исследователи считают одной из самых скабрезных у Шекспира, принцесса разговаривает со своей подругой Алисой и отмечает двусмысленное звучание для французов некоторых английских слов, сравнивая foot (с англ. — «нога») и foutre (с фр. — «трахать, трахаться»), gown (с англ. — «платье») и gon (с фр. — «название женского полового органа»). В пятом акте, посвящённом женитьбе Генриха V и Екатерины, происходит продолжительный диалог между ними на мешанине английского и французского языков, причём жених не желает считаться с плохим знанием невестой английского языка. При этом в разговоре встречаются некоторые двусмысленные фразы: «Живо допрыгался бы до жены», «Не знаю, как по-английски baiser».
Пьеса неоднократно экранизировалась. Одной из лучших считается экранизация 1944 года Лоренса Оливье, где роль Екатерины исполнила Рене Эшерсон. В экранизации 1989 года (режиссёр Кеннет Брана) Екатерину играла Эмма Томпсон.
В цикле экранизаций исторических пьес Уильяма Шекспира от телеканала ВВС Two под общим названием «Пустая корона» (2012) роль Екатерины исполнила Мелани Тьерри, а в фильме 2019 года «Король» — Лили-Роуз Депп.

## Браки и дети
1-й муж: со 2 июня 1420 года Генрих V (9 августа 1387 — 31 августа 1422), король Англии с 1413 года. Дети:
- Генрих VI (6 декабря 1421 — 27 мая 1471), король Англии в 1422—1461 и 1470—1471 годах[21][33].

2-й муж: с 1428/1432 года Оуэн Тюдор (около 1400 — 2 февраля 1461). Дети:
- Эдмунд Тюдор (около 1430 — 3 ноября 1456), 1-й граф Ричмонд с 1452 года. Его сыном был король Англии Генрих VII[К 5][34][25].
- Джаспер Тюдор (около 1431 — 21 декабря 1495), граф Пембрук с 1452 года, герцог Бедфорд с 1485 года[34][35].
- Маргарет (Екатерина) Тюдор (январь 1437 — ?), возможно, стала монахиней; умерла молодой[15][34].
- (?) Оуэн Тюдор (умер в 1502), монах-бенедиктинец в Вестминстерском аббатстве[15][34][К 4].